# 中国诗歌
中国诗歌史一般是指从中国诗歌的发展历史。中国诗歌通常指的是汉语、汉字诗，不包括少数民族地区的其他语言文字的诗歌。中国诗篇幅短小，但是同一首诗的语言表达准确，古代诗歌常常具有这样的特点。中国诗歌常常分为中国古典诗歌和现代诗。

## 先秦时期诗歌的雏形

### 上古神话、诗歌的雏形
中国最早的诗歌在上古时期就已经被创作出来了《弹歌》（断竹，续竹，飞土，逐宍）就是其中之一这首歌谣反映了原始社会的狩猎生活，描写古人从制作工具到进行狩猎的全过程。
此外，甲骨卜辞《易》卦爻辞中的有些作品，句法简单整齐，偶尔协韵，是早期诗歌创作的萌芽。

### 《诗经》和楚辞奠定诗歌源头
中国第一部诗歌总集《诗经》的出现表现出中国诗歌早在春秋时期就已产生了大批辉煌篇章。战国后期，在南方的楚国产生了一种具有楚文化独特风采的新诗体——楚辞(骚体)。楚辞句式长短参差，以六言、七言为主，多用“兮”字。楚辞的出现，标志着中国诗歌从民间集体歌唱发展到诗人独立创作的更高阶段。《诗经》和楚辞，是后世诗歌发展的两大源头，在文学史上并称“风骚”，共同开创了我国古代诗歌现实主义和浪漫主义并驾齐驱、融汇发展的优秀传统。

## 汉代乐府诗与诗歌的发展
在诗经、楚辞之后，诗歌在汉代又出现了一种新的形式，即汉乐府民歌。“乐府”原指国家音乐机构，后代将乐府所收集与编辑的可以配乐演唱的歌辞也称为“乐府”。汉乐府民歌是汉乐府的精华。多“感于哀乐，缘事而发”，通俗易懂，长于叙事，富有生活气息，句式以杂言和五言为主，体现了诗歌艺术的新发展。《陌上桑》与《孔雀东南飞》是汉乐府民歌中最优秀的作品，也是叙事诗的代表作。在汉乐府的影响下，文人五言诗逐渐发展成熟，其标志是东汉末年出现的《古诗十九首》。这是—组由寒门文人创作的抒情短诗，情调感伤，言短情长，委婉含蓄，质朴精练，被誉为“一字千金”、“实五言之冠冕”。曹操、曹丕、曹植的诗歌和“建安七子”的诗歌取得非凡的成就。汉代乐府诗实现了由四言诗向杂言诗和五言诗的过渡。

## 魏晋南北朝时期诗歌的成熟
魏晋南北朝是中国文学发展史上一个充满活力的创新期，诗歌在这一时期都出现了新的时代特点，并奠定了在此后的发展方向。魏晋以后，诗学摆脱了经学的束缚，整个文学思潮的方向也是脱离儒家所强调的政治教化的需要，寻找文学自身独立存在的意义。这时提出了一些崭新的概念和理论，如风骨、风韵、形象，以及言意关系、形神关系等，并且形成了重意象、重风骨、重气韵的审美思想。
在此期间也出现了中国最早的山水诗。
这段时期产生了大量的诗歌评论，对诗歌的内容、思想、鉴赏产生了巨大作用，例如钟嵘的《诗品》、刘勰的《文心雕龙》、萧统的《文选》等。南朝文人提出四声说、八病说，对后来的诗歌创作、鉴赏产生巨大影响。

## 隋唐五代时期诗歌的巅峰
隋唐五代是中国诗歌史上的黄金时代，作为其主体的唐诗更标志着中国古典诗歌成就的高峰。唐诗篇什繁富，仅据清代编纂的《全唐诗》录存的作品已达48900多首,有姓名可考的作者2200多人。唐前期以王勃、杨炯、卢照邻、骆宾王、陈子昂为最。武则天专权时期，宋之问、沈佺期的诗歌成就较高，使绝句、律诗最终定形。盛唐时期，诗歌极盛，田园诗、边塞诗兴起，田园诗以王维、孟浩然为最，边塞诗以岑参、高适为佳。李白、杜甫为盛唐诗歌出众的作者，李白的《送孟浩然之广陵》等作品，杜甫的《兵车行》等作品为盛唐的诗歌铺开了宏伟的画卷。中唐诗歌有大历十大才子等人创作，白居易为中国诗歌的又一高峰，代表作有《长恨歌》、《琵琶行》。唐朝晚期，杜牧、李商隐的诗歌成就很大，诗歌创作多忧国伤时。
唐朝中期，词定型。唐中晚期产生了不少词作，大量写词的有温庭筠。

## 宋元时期诗歌的繁荣
宋代诗歌依时间先后可以分为六个不同的发展时期。虽然其成就不如唐诗，但对后世的影响仍然很大，在中国文学史上占有重要地位。宋词是宋代文学最为璀璨的明珠。北宋词成就极大，代表人物有欧阳修、苏轼、柳永、晏几道、李清照等。苏轼词作甚多，语言多如流水一般，豪放词作很多，如《念奴娇·赤壁怀古》，婉约词如《水调歌头·明月几时有》等。柳永词作以婉约为主，代表作品集《乐章集》。南宋时期，陆游、辛弃疾的词境界很高，风格豪放，然而大多数词人作品以婉约为主。
金国的代表诗词作家为元好问，代表作有《摸鱼儿·雁丘词》。
蒙元时期，曲兴起，诗、词作品开始衰落。

## 明朝诗歌的复古与反复古
明代诗歌是在复古与反复古的反反复复中前行的，没有杰出的作品和诗人出现。明代初期，诗歌复兴，代表作家有刘伯温、高启。明朝中期，台阁体、前七子、后七子相继兴起，作品多为歌功颂德、复古、学习古人等。明后期诗歌成就不高。

## 清朝诗歌的“中兴”
清代诗人、流派众多。
虽然拟古主义和形式主义盛行，但仍不乏反映社会矛盾、暴露现实黑暗的作品，现实主义传统在一些具有进步思想和民族意识的作家中仍有继承和发展。在技巧形式上不断追求创新，也为诗歌的发展积累了一定的艺术经验。清初“遗民”诗人的作品大都敢于正视现实，反映那个时代的民族斗争，表现不忘故国的思想感情。
清代诗人善于借鉴前代，扬长补短，对于古典诗歌有所发展。但清代的文字狱，使有些诗人畏惧政治的迫害，同时又迷惑于表面的承平，冲淡了对社会矛盾的深入观察和揭露，限制了清诗获得更高的成就。

## 近现代中国诗歌的探索
1917年胡适首先在《新青年》上发表了白话诗8首，并提出“诗体大解放”的主张，倡导不拘格律、不拘平仄、不拘长短的“胡适之体”诗。
民国时期的新月派诗人对西洋诗较熟悉，提出了新诗形式上问题，使新诗向前跨了一大步。但新月派诗人所接触的西洋文学，限于浪漫派诗人，没有窥见西洋诗的堂奥；他们的才学也较浅，缺乏大诗人的品质，如徐志摩的新诗就比不上他的散文。
新中国建立以后，诗歌创作一度陷于停滞。1978年后，十年内朦胧诗大为盛行，代表人物北岛等。